# O Fortuna
O Fortuna je srednjovekovni spev koji je deo Karmine Burane, zbirke latinskih spevova napisanih početkom 13. veka. Fortuna je bila boginja sreće u rimskoj mitologiji. Nemački kompozitor Karl Orf muzički je oblikovao ovaj spev i iskoristio ga u svojoj kantati Karmina Burana.

## Tekst
| (Kor) | Srpski prevod | Srpski prevod (alt) |
| --- | --- | --- |
| -{O Fortuna velut luna statu variabilis, semper crescis aut decrescis; vita detestabilis nunc obdurat et tunc curat ludo mentis aciem, egestatem, potestatem dissolvit ut glaciem. Sors immanis et inanis, rota tu volubilis, status malus, vana salus semper dissolubilis, obumbrata et velata michi quoque niteris; nunc per ludum dorsum nudum fero tui sceleris. Sors salutis et virtutis michi nunc contraria, est affectus et defectus semper in angaria. Hac in hora sine mora corde pulsum tangite; quod per sortem sternit fortem, mecum omnes plangite!}- | O srećo, kao mesec stalno se menjaš uvek jačaš i bez sjaja; gnusan život sad nadvladaš i onda blagost kao raskoš biraš oskudica a i moć rastopi ih kao led. Propast-grdna i prazna, kruži kao točak, zlonameran si blagostanje je uzaludno i stalno slabi potamnjeno i zatrto a i ti me mučiš; sad kroz igru svoju izoliranost vraćam nazad k tvojoj podlosti. Propast je protiv mene u zdravlju i vrlini onoj lakoj i otežanoj, uvek zarobljena. Tako ovaj čas bez odlaganja iščupaj žice, Sve dok propast ne napadne jakog čoveka, plačite svi sa mnom! | O Fortuno, kao mesec nestalna si, uvek jačaš i slabiš; gnusnog li života! Čas nadvladaš, pa zalečiš, kako ti je volja; siromaštvo i moć - topiš ih kao led. Sudbo, grdna i prazna, ti točku što se valja, zlonamerna si - zalud blagostanje kad ga uvek trošiš. Pod senom i pod velom, i mene isto mučiš; prevari me da leđima golim nosim tvoju zlobu. Sudbina je u zdravlju i vrlini sada protiv mene; pogođen sam i iznemogao, uvek u lancima. Tako, ovog časa, bez odlaganja, trzajte strune - jer sudbina i jake obara - pa sa mnom svi zakukajte! |